# Menstruation en islam
 (mars 2025).
Améliorez-le ou discutez des points à vérifier. 
 (juillet 2025).
Les textes de la religion musulmane prévoient un certain nombre d'interdits et de règles à respecter pendant la période de menstruation, qui entrainent une stigmatisation des femmes et une baisse de leur confiance en elle. Durant les menstrues, les prières, le jeûne et les rapports sexuels sont interdits. Pendant le mois de ramadan, la survenue de la menstruation interrompt le jeûne et la femme est censée rattraper ultérieurement le nombre de  jours de jeûne manqués.
La religion musulmane n'est pas la seule à prescrire de tels types d'interdits, et on en retrouve aussi dans l'hindouisme et par contagion, dans le bouddhisme, bien que cette religion considère les menstrues comme un processus naturel. Dans la religion chrétienne, ce type d'interdits n'existe pas, mais, on retrouve un certain nombre de pratiquantes qui en font malgré tout état, peut-être sous l'influence de mythes et de rituels. 

## Origine de rituels préislamiques
Les savants musulmans ont rapproché les coutumes  concernant les règles en vigueur dans le monde préislamique tantôt à un corpus juif, tantôt à un corpus  zoroastrien.

## Croyances liées aux menstruations et sources religieuses
Il existe différentes croyances chez les femmes musulmanes eu égard à leurs règles. Certaines sont justifiées par des textes du Coran, d'autres par des déclarations de religieux musulmans, avec quelquefois des problèmes d'interprétation sur la validité d'une règle, d'autres enfin résultent de mythes liés au caractère décrété impur des menstruations, ce qui conduirat par exemple à faire tourner les cornichons en ouvrant un bocal durant cette période. 
- la prière : il n'est pas permis à une femme de prier pendant ses menstruations, conformément à la parole du Prophète à Fatima bint Abi Habîch : « Si les menstruations commencent, alors abandonnez la prière » (hadith rapporté par Al Bukhâry et Muslim)[5].
- lire ou réciter le Coran durant les menstrues est un sujet sur lequel les avis divergent car il n'y a pas de verset du Coran, ni de hadith explicite considéré comme authentique à ce sujet[réf. nécessaire][6],[7].
- le dhikr : la femme ayant ses menstruations est autorisée à invoquer le nom d'Allah[8].
- entrer dans la mosquée : les quatre imams[Qui ?] étaient d'avis qu'il n'est pas permis à la femme lorsqu'elle à ses menstrues d'entrer dans une mosquée pour y prier[9],[10].
- le jeûne : les points de vus diverges concernant le droit a jeûner pendant les menstruations. Le rapport aux règles étant encore tabou dans beaucoup de communauté ou de familles. Globalement, il peut être conseillé de s'abstenir de jeûner pour diverses raisons[11].

## Pratique religieuse et menstruation dans d'autres religions
Dans les traditions judéo-chrétiennes, la femme pourrait être considérée comme impure pour plusieurs motifs, dont la menstruation. Dans la Torah ( Lévitique 15: 19-30), il est écrit qu'une femme menstruée est dogmatiquement impure - « quiconque la touche sera impur jusqu'au soir » (Nouvelle version internationale). Ce statut est similaire dans l'hindouisme où il est interdit de toucher les femmes et d'entrer dans la cuisine,.